# آندری مرزلیکین
آندری مرزلیکین (روسی: Андре́й Ильи́ч Мерзли́кин؛ زادهٔ ۲۴ مارس ۱۹۷۳) بازیگر اهل روسیه است. وی از سال ۱۹۹۷ میلادی تاکنون مشغول فعالیت بوده‌است.
از فیلم‌ها یا برنامه‌های تلویزیونی که وی در آن نقش داشته است می‌توان به بومر و ارکستر سرخ اشاره کرد.